# Batillaria multiformis
Batillaria multiformis là một loài ốc biển, là động vật thân mềm chân bụng sống ở biển thuộc họ Batillariidae.

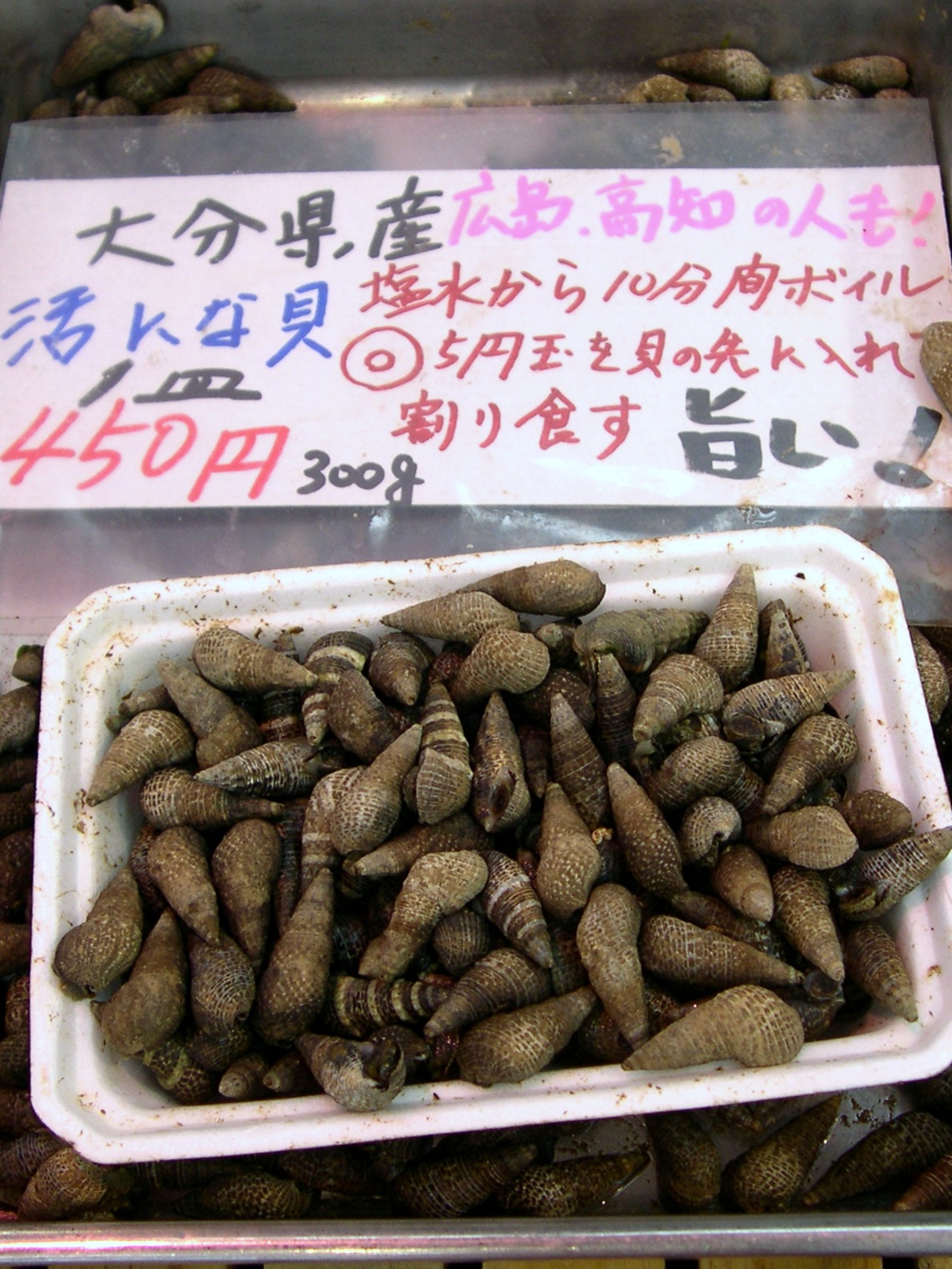
Batillaria multiformis for sale